# Blennophis
Blennophis is een geslacht van straalvinnige vissen uit de familie van beschubde slijmvissen (Clinidae).

## Soorten
- Blennophis anguillaris (Valenciennes, 1836)
- Blennophis striatus (Gilchrist & Thompson, 1908)